# Порра, Томас
Томас Уриэль Порра (исп. Tomás Uriel Porra; род. 9 января 2004, Лас-Грутас, Рио-Негро) — аргентинский футболист, полузащитник клуба «Сан-Лоренсо».

## Клубная карьера
Порра — воспитанник клуба «Сан-Лоренсо». 7 апреля 2024 в матче против «Дефенса и Хустисия» он дебютировал в аргентинской Примере.